# Atul Gurtu
Atul Gurtu, né le 16 janvier 1946 à Lahore, est un physicien des hautes énergies indien. Il rejoint le Tata Institute of Fundamental Research à Bombay, en 1971, et prend sa retraite en 2011, après quarante ans de carrière dans le domaine des hautes particules tout en continuant à collaborer avec le CERN.

## Biographie
Peu après sa naissance à Lahore en 1946, Atul Gurtu déménage en 1947 pour l'Inde. Il étudie dans des établissements du Penjab et notamment l'université du Panjab, à Chandigarh puis rejoint le TIFR en 1971
En 1971, il se marie à Promila Bawa, qui décède en 2006. En janvier 2011, il se marie à l'actrice, Suhasini Mulay (en), rencontrée sur Facebook.